# Annabella Skotská
Annabella Skotská (asi 1436? – 1509) byla skotská princezna z rodu Stuartovců, díky dvěma sňatkům také hraběnka ženevská a hraběnka z Huntly. Oba sňatky byly anulovány, první z důvodu nezplození potomků a druhý z příbuzenských důvodů.

## Život

### Mládí
Annabella byla pravděpodobně pojmenována po své babičce z otcovy strany. Byla devátým dítětem a šestou dcerou skotského krále Jakuba I. a Johany Beaufortové. Jejími sestrami byly Markéta, Isabela, Eleonora, Marie a Jana. Jejími bratry byli král Jakub II. a jeho dvojče Alexandr, který zemřel jako kojenec.

### První manželství
Dne 14. prosince 1444 byla podepsána dohoda o sňatku mezi Anabellou a Ludvíkem Kyperským. V té době bylo oběma okolo pouhých 8 let. Následujícího roku byla Annabella vyslána do Savojska, aby se zde naučila zdejším zvykům.
Průvod doprovázející princeznu dorazil do Savojska v září roku 1445, cesta trvala 86 dní. Na její přivítání bylo vynaloženo mnoho výdajů, a to navzdory skutečnosti, že nebyla ani dědičkou Skotského království, ani budoucí vévodkyní savojskou.
Svatba nebyla nikdy oficiálně oslavena. Francouzský král Karel VII. nesouhlasil se spojenectvím těchto dvou států. Manželská smlouva byla zrušena v Gannatu v roce 1458 za přítomnosti francouzského krále a velvyslanců Savojska a Skotska. Savojský vévoda musel vyplatit 25 tisíc éců jako náhradu škod skotské královské rodině.

### Druhé manželství
Annabella se vrátila do Skotska a v roce 1460 byla provdána za lorda George Gordona, syna prvního hraběte z Huntly. Po smrti otce jejího manžela dne 15. července 1470 se stali hrabětem a hraběnkou z Huntly. Krátce na to však muselo být toto manželství anulováno. Anabella byla totiž blízkou příbuznou Georgovy první ženy Elizabeth Dunbar, 8. hraběnky z Murray. Manželství bylo definitivně ukončeno ke dni 24. července 1471.
Spolu s manželem s lordem Georgem Gordonem měla 2 děti:
- Lady Isabella Gordon († 1485), stala se manželkou Williama Haye, 3. hraběte z Erroll
- Alexandr Gordon, 3. hrabě z Huntly († 21. ledna 1523/24)

George Gordon měl ještě dalších pět dětí, u kterých není jisté, zda jejich matkou byla Annabella nebo jeho první žena Elizabeth Dunbar.